# Astragalus huthianus
Astragalus huthianus är en ärtväxtart som beskrevs av Josef Franz Freyn och Joseph Friedrich Nicolaus Bornmüller. Astragalus huthianus ingår i släktet vedlar, och familjen ärtväxter. Inga underarter finns listade i Catalogue of Life.